# الكوسينس
الكوسينس هي شركة واسم علامة تجارية لجهاز محلل غازات التنفس لشاربي الكحول.
تأسست هذه الشركة في المملكة المتحدة في عام 2007 وقامت بإنتاج اجهزة محللات التنفس وتوزيعها للمستهلكين والمؤسسات التجارية، وتعتبر جزء من Now Group UK Ltd، حيث يمتلكها ويتم تشغيلها بواسطة سائق السباقات وريادي الأعمال هينتر ابوت.
فازت شركة الكوسينس بجوائز عديدة لمنتجاتها وجهودها لتطوير القيادة الامنة على الطرق في المملكة المتحدة.ومن بين هذه الجوائز جائزة (بريك رود سيفتي)، كما صرحت مجلة
? What Car  توصيات على انه محلل التنفس الأفضل، وحصلت أيضا على جائزة (اوتو اكسبرس بيست باي)والعديد من الجوائز الموصى بها، وفي 2011 وضعتها جريدة Sunday Times كواحدة من أفضل 100 تقنية.
في يونيو 2014 حصل مؤسس الكوسينس هينتر ابوت على جائزة (بريك كيفين ستوري) بسبب بروزالالتزام في القيادة الآمنة.
في مارس 2016 حصل كل من جهازي الكوسينس برو والكوسينس الترا على جائزة ريد دوت ديزاين المرموقة، وحصل على التميز الدولي لتصميم هذا المنتج الرائع.
وفي نفس السنة حصلت الكوسينس اكسل على جائزة (اوتو اكسبريس بيست باي) وفاز منتج الكوسينس برو بجوائز (اوتو اكسبريس ريكومنديد).
فازت الكوسينس اكسل بجائزة (2018 جيرمان ديزاين) لتصميم هذا المنتج الممتاز في الطب والتأهيل وفئة الرعاية الصحية.

## المنتجات
تشمل منتجات الكوسينس الاستهلاكية على محللات تنفس تعمل بالبطاريات التي يعاد استخدامها، بالإضافة إلى محللات تنفس تعمل لمرة واحدة والتي تم اطلاقها في 2012 .
في يوليو 2012 أصبح شرطا قانونياً في فرنسا حمل محللات التنفس في جميع المركبات، اطلقت الكوسينس محلل تنفس للاستعمال لمرة واحدة وهو خصوصي للاستعمال في فرنسا يدعى (الكوسينس سنجل ن ف)، وهو معتمد ليلبي جميع المواصفات الفرنسية.
في 2015 أطلقت الكوسينس جهاز الكوسينس برو وفي 2016 أطلقت جهازي الكوسينس الترا واكسل، وكلاهما يستعمل مستشعر خلايا الوقود.
يستعمل جهاز الكوسينس الترا نفس مستشعر خلايا الوقود الموجودة في العديد من محللات التنفس التي تستعملها الشرطة، اما بالنسبة لجهازي برو واكسل فيستعملان نسخة اصغرمن نفس المستشعر.
تحتوي هذه المنتجات على عدد من الميزات الجديدة والفريدة التي تنصح المستخدم إذا كان ينفخ بشكل صحيح، بالإضافة إلى انها تقدر الوقت الذي يحتاجه شارب الكحول ليفيق من سكرته، ويمكنهم العمل مع الحد الأقصى لشرب المشروبات أثناء قيادة السيارات في أي مكان بالعالم، عن طريق اختيار بلد من قائمة محملة مسبقاً، ستقوم الوحدة تلقائياً بإعداد نفسها على الحد الأقصى
لمحرك المشروبات المحلي.

## ملكية الشركة
```
الكوسينس علامة تجارية ل Now Group UK Ltd ، مملوكة ويتم تشغيلها بواسطة سائق السباقات وريادي الأعمال هينتر ابوت.
```

## مصادقة
كما تم اعتماد منتجات الكوسينس من قبل سائق سباقات (فورميولا ون) السابق يدعى سترلنج موس.

## الجوائز والتوصيات
حصلت شركة الكوسينس على العديد من الجوائز والتوصيات بسبب هذا المنتج ومنها:
- جائزة 2018 جيرمان ديزاين (https://en.m.wikipedia.org/wiki/German_Design_Award)، بسبب تصمهيها المنتج الرائع الكوسينس اكسل.[9]

- جائزة 2017 اوتو اكسبريس بيست باي https://en.m.wikipedia.org/wiki/Auto_Express( group test winner) لمنتج الكوسينس اكسل.[10]

- جائزة 2017 اوتو اكسبريس موصى بها من (group test runner up) لجهاز الكوسينس برو. [10]

- في 2016 حصل كل من الكوسينس برو والكوسينس الترا على جائزة (ريد دوت ديزاين) https://en.m.wikipedia.org/wiki/Red_Dot.

- في 2015 قام قسم (Sunday Times Driving) وقسم (Daily Telegraph Lyfestyle)[11] باستعراض والتوصية على منتج الكوسينس برو.[12]

- في 2014 حصل المدير العام لشركة الكوسينس هينتر ابوت على جائزة (بريك تشاريتي كيفين ستوري) بسبب الالتزام الرائع في القيادة الامنة.[13]

- في 2013 اخبر التلفزيون التعليمي This Morning https://en.m.wikipedia.org/wiki/This_Morning_(TV_programme)ان منتج الكوسينس حصل على توصيات من قبل الدكتور كريس ستيل https://en.m.wikipedia.org/wiki/Chris_Steele_(doctor).[14]

- في 2012 اعلنت قناة (5Fifth Gear) ان الكوسينس ايلايت هو محلل التنفس الوحيد الذي يطابق قراءة محلل تنفس الشرطة وتم استعراضه باسم " Incredibly accurate ".[15]

- في 2011 اعلنت مجلة? https://en.m.wikipedia.org/wiki/What_Car Whate Car على ان أفضل محلل تنفس تحت سعر 100 جنيه استرليني هو الكوسينس ايلايت.[16]

- في 2011 اعلنت أيضا مجلة (?Whate Car)ان أفضل محلل تنفس تحت سعر 40 جنيه استرليني هو الكو سينس لايت.

## بطولة السيارات السياحية البرطانية
في يونيو 2014 تم اختيار الكوسينس كشريك رسمي لاختبار الكحول في بطولة دنلوب البريطانية للسيارات السياحية (BTCC) وهي أول سلسلة سباقات رئيسية تقدم اختبار الزامي للسائقين وكبار المسؤولين.

## الشراكة
لدى الكوسينس شراكات عمل مع عدد من مؤسسات السيارات تتضمن:
- https://en.m.wikipedia.org/wiki/The_Automobile_Association[17]

- https://en.m.wikipedia.org/wiki/RAC_Limited[18]

- https://en.m.wikipedia.org/wiki/Institute_of_Advanced_Motorists[19]

- https://en.m.wikipedia.org/wiki/Brake_(charity)the leading road safety charity[20]

- https://en.m.wikipedia.org/wiki/Transport_Research_Laboratory[21]

- https://en.m.wikipedia.org/wiki/Direct_Line[22]

- http://honda%20uk/

## روابط خارجية
http://www.alcosense.co.uk/
https://web.archive.org/web/20130614013946/http://www.alcosense.co.uk/dealer-location/